# 陳氏雙線䲁
陳氏雙線䲁（学名：Enneapterygius cheni），又名狗鰷、三鰭鳚，為輻鰭魚綱䲁形目三鰭䲁科雙線䲁屬的其中一種，分布於西太平洋區的台灣及琉球群島海域，深度0至12公尺，本魚體形小，圓柱狀，背鰭3個，背鰭硬棘14-15枚、背鰭軟條8-10枚、臀鰭硬棘1枚、 臀鰭軟條17-18枚，體長可達2.36公分，棲息在岩礁區，以藻類為食，生活習性不明。

## 延伸阅读
維基物種上的相關：陳氏雙線䲁
1. ↑  Williams, J. . The IUCN Red List of Threatened Species. 2014, 2014: e.T178890A1544170  [20 November 2021]. doi:10.2305/IUCN.UK.2014-3.RLTS.T178890A1544170.en .